# Margo Geer
Margo Geer (Columbus, 17 marzo 1992) è una nuotatrice statunitense.

## Palmarès
- Mondiali

Kazan' 2015: oro nella 4x100m sl mista; argento nella 4x100m misti mista; bronzo nella 4x100m sl.
Gwangju 2019: argento nella 4x100m sl.
- Giochi panamericani

Lima 2019: oro nei 100m sl, nella 4x100m sl, nella 4x100m misti e nella 4x100 misti mista; argento nella 50m sl.
- Campionati panpacifici

Tokyo 2018: argento nella 4x100m sl.